# Cordigliera della Costa (Venezuela)
La Cordigliera della Costa è una catena montuosa che si sviluppa lungo la parte centrale e orientale della zona costiera del Venezuela: è a tutti gli effetti una diramazione verso nord-est della Cordigliera delle Ande tanto da essere nota anche con il nome di Ande Marittime.

## Geografia
La Cordigliera della Costa è formata da due catene parallele che si snodano da est a ovest lungo la costa caraibica. Il fiume Cojedes ne separa l'estremo occidentale dalla Cordigliera di Merida. Le due catene parallele non sono continue ma sono divise in due tratti, quello orientale e quello occidentale, dall'ampia insenatura tra Capo Codera e Cumaná.

### Cordigliera Litorale e Cordigliera Interiore
Le due catene parallele prendono il nome di Cordigliera Litorale che si snoda a ridosso della costa caraibica e di Cordigliera Interiore che si snoda parallelamente alla prima verso l'entroterra. Nel tratto occidentale le due catene montuose racchiudono la valle che comprende il lago di Valencia e le valli di Caracas e che costituisce la regione più densamente popolata del Venezuela. 
Entrambe le cordigliere riappaiono tra Cumaná e il Golfo di Paria, dando vita al tratto orientale della Cordigliera della Costa. La Cordigliera Litorale forma dapprima la penisola Araya a ovest e la penisola Paria a est, prosegue lungo lo stretto noto come le Bocche del Drago e forma infine la catena montuosa settentrionale dell'isola di Trinidad.

## Ecoregioni
Le zone più basse delle catene montuose sono aride e presentano un bioma di tipo xerico. A quote di 600-2.675 m il terreno arido lascia il posto a un bioma umido sempreverde costituito da foreste di latifoglie.